# Àngel Joaniquet Ibarz
Àngel Joaniquet Ibarz (Barcelona, 28 de maig de 1933 - Barcelona, 16 d'octubre de 2016) fou un atleta català, especialista en salt de llargada i curses de tanques.
De professió procurador en Barcelona, sempre ha estat vinculat a la secció d’atletisme del Club Natació Barcelona. Especialitzat en salt de llargada i curses de tanques, el 1953 fou campió d'Espanya universitari, el 1959 fou campió de Catalunya, i el 1960 campió de Barcelona de salt de llargada. També aconseguí diversos rècords catalans, estatals i europeus. Més enllà dels seus resultats destacats durant els primers anys de la seva carrera esportiva, Joaniquet ha estat un dels pioners en la pràctica de l'atletisme veterà, en el qual ha competit des de l'any 1969, i on va aconseguir un impressionant historial esportiu on destaquen 7 medalles en campionats del món i 22 en europeus. Joaniquet va aconseguir 139 medalles en Campionats de Catalunya, 121 en Campionats d’Espanya, 19 en Campionats d’Europa i 6 en Campionats del Món. Fou cofundador de l'Associació Catalana d'Atletes Veterans (ACAV). Els anys 1998 i 1999 fou designat Millor Atleta Català Veterà.